# Adelperga
Adelperga é um gênero de mariposa pertencente à família Crambidae.